# 乔丹·麦其纳
乔丹·麦其纳（1964年6月4日—），美国电子游戏设计师、图像小说家、作家、编剧、电影制作人，前电子游戏程序员。他创作了「《波斯王子》系列」游戏。IGN将他列入史上百大游戏制作人榜单，称他「几乎可谓是动作冒险游戏类型的发明人」。其父是心理学家弗朗西斯·梅希纳。